# 铅点东方鲀
铅点东方鲀（学名：Takifugu alboplumbeus）又稱鉛點多紀魨，为輻鰭魚綱魨形目四齒魨亞目四齒鲀科东方鲀属的鱼类。分布于印度洋北部沿岸，东至印度尼西亚、朝鲜及中国南海、东海、黄海、渤海等海域，属于暖温性近海底层鱼类。该物种的模式产地在广东。

## 特徵
本魚體呈圓筒形，被覆由鱗片特化的細棘；口小。魚體背部褐色，並帶有大小不一的鉛色圓點，各鰭為淡色，尾鰭截形，背鰭軟條12-14枚；臀鰭軟條10-11枚，體長可達23公分。

## 經濟利用
非食用魚，生殖腺、血液、皮膚、內臟及肉皆具有河豚毒素。